# 愛敬元吉
愛敬 元吉（あいきょう もとよし、万延元年（1860年） - 明治9年（1876年）10月）は、幕末から明治時代の士族。通称は吉太郎。

## 経歴・人物
肥後国代継宮の祠官愛敬正元の長男。国学者林桜園門下の加屋霽堅に学ぶ。明治9年（1876年）神風連の乱に父とともに加わるが敗れ、同年10月自刃した。